# Victoria Coach Station
Victoria Coach Station (VCA) je nejvýznamnějším stanovištěm dálkových autobusů v Londýně a organizační jednotkou Transport for London.

## Historie
Stanoviště Victoria v současné lokalitě na ulici Buckingham Palace Road bylo zprovozněno v roce 1932 společností London Coastal Coaches Limited – sdružením autokarových dopravců. Budova byla navržena společností Wallis, Gilbert and Partners a je postavena ve stylu art deco.
V roce 1968 se VCA stala pobočkou National Bus Company (NBC). V 70. letech 20. století se stala pobočkou National Travel (South East) Limited – části NBC. V roce 1978 byla obnovena společnost London Coastal Coaches Company a byla přejmenována na Victoria Coach Station Limited (VCSL). V roce 1988, po privatizaci NBC, společnost VCSL získala instituce London Transport a v roce 2000 byla převzata pod správu Transport for London.

## Současnost
VCA má oddělená příjezdová a odjezdová nástupiště, umístěná na protějších stranách Elizabeth Street. V hlavní budově stanoviště jsou stánky s občerstvením, obchody, úschovna zavazadel a prodejny jízdenek. Nástupiště mají dohromady plochu asi 12 000 m².
Hlavními linkami využívajícími služby VCA jsou National Express. Výrazný nárůst počtu autokarů vedl k otevření dalšího stanoviště poblíž VCA – Green Line Coach Station, které využívají například linky Megabus.

## Dálková autobusová doprava
Dálková autobusová doprava spojuje Londýn s ostatními částmi Velké Británie a dalšími městy Evropy. Většinu těchto linek provozuje společnost National Express a její evropská pobočka Eurolines. Autobusy této společnosti mají většinou bílou barvu.
Další společností působící v poslední době v této oblasti je velký britský dopravce Stagecoach a jeho Megabus. Tato společnost nabízí na svých linkách levné jízdné vhodné především pro studenty. Jízdenky musí být rezervovány prostřednictvím internetových stránek společnosti.
Autobusové linky mezi Londýn a Paříž zajišťují společnosti FlixBus a Ouibus.
Další autobusové linky spojují Londýn s městy ve Velké Británii. Například společnost Stagecoach nabízí službu Oxford Tube – autokarovou dopravu do Oxfordu, podobně jako společnost Oxford Bus Company nebo Go-Ahead.

## Externí odkazy

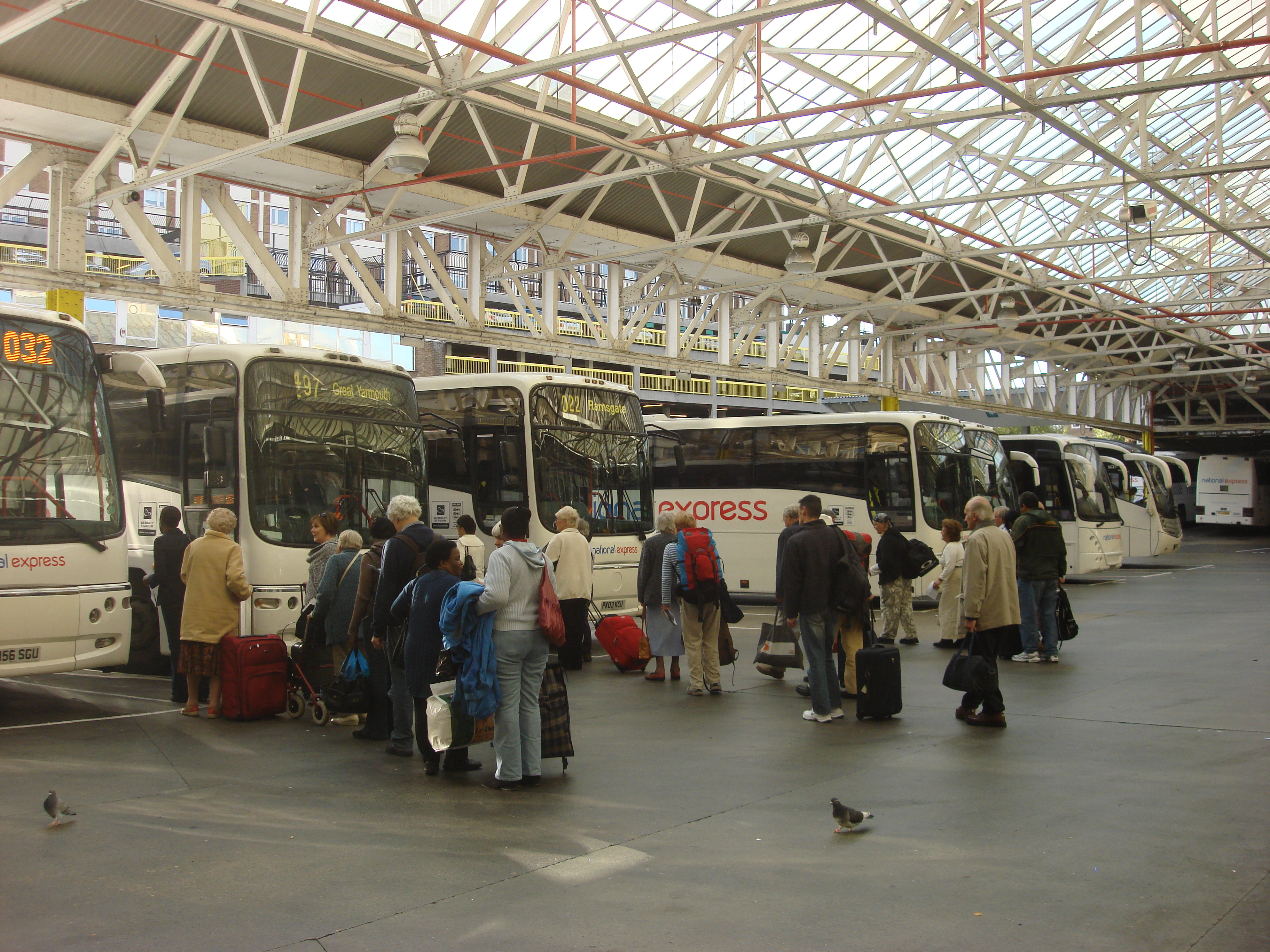
Victoria Coach Station

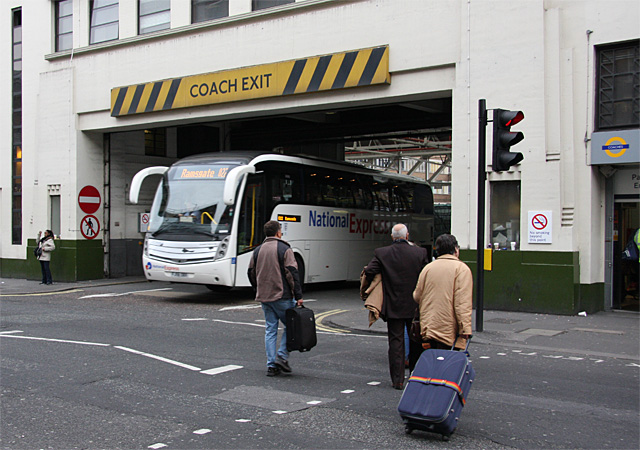
Autobus společnosti National Express vyjíždí z nádraží